# 1-й армейский корпус (Армения)
1-й армейский корпус (арм. 1-ին բանակային կորպուս), иногда упоминаемый как 1-я общевойсковая армия — один из корпусов Сухопутных войск Армении, существовавший в 1996—2021 годах. Нёс службу в Гегаркуникской области Армении, отвечая за безопасность юго-восточных границ страны.

## История
Корпус был сформирован 20 июня 1996 года по инициативе генерала Юрия Хачатурова: последствия Первой Карабахской войны заставили Армению задуматься о создании крупных территориальных воинских формирований.
В мае 2016 года состоялись усиленные учения 1-го корпуса.
Танковый экипаж корпуса участвовал в 2017 году в соревнованиях по танковому биатлону. В сентябре 2020 года подразделения корпуса участвовали в командно-штабных учениях «Кавказ-2020» в России. 
Во время Второй Карабахской войны части корпуса, по азербайджанским данным, находились в Мартакертском районе НКР. Министерство обороны Азербайджана утверждало, что в распоряжении корпуса были запасы фосфорных боеприпасов (в частности, подобные боеприпасы якобы были доставлены на участок обороны 3-го мотострелкового полка 37-й стрелковой дивизии). Министерство обороны Армении отвергало подобные обвинения, заявив, что фосфорные боеприпасы использует именно азербайджанская армия.
1-й корпус прекратил существование в августе 2021 года в связи с изменившейся политической обстановкой, связанной с последствиями Второй Карабахской войны. На основе 1-го и 4-го армейских корпусов был сформирован Специальный армейский корпус.

## Структура
В структуру 1-го армейского корпуса входили следующие части:
- Штаб-квартира (Горис)
- 2-я отдельная мотострелковая бригада[англ.] «Вардан Мамиконян» (Горис, ранее Караханбейли)[3][12]
- 14-й отдельный мотострелковый полк[англ.][12] (Капан, сформирован из остатков 83-й мотострелковой бригады[13] и 97-й отдельной мотострелковой бригады[14][15][16])
- 522-й мотострелковый полк (Сисиан)
- 539-й мотострелковый полк (Агарак)
- 155-й артиллерийский полк[12]
- 25-й отдельный танковый батальон
- 585-й отдельный разведывательный батальон
- Логистический батальон
- Оркестр 1-го армейского корпуса (дирижёр — капитан Самвел Айрапетян)[12]

Также среди частей был 5-й горнострелковый полк из 10-й горнострелковой дивизии.

## Командиры
- Генерал-полковник Юрий Хачатуров (1996—1997)[19]
- Генерал-лейтенант Манвел Григорян (1996—2000)
- Генерал-майор Левон Ераносян[арм.] (до 8 октября 2003)[20]
- Генерал-майор Гарегин Габриэлян[арм.] (8 октября 2003 — 20 июля 2007)[21]
- Полковник Погос Погосян (20 июля 2007 — 2010)[21][22]
- Генерал-майор Камо Агаджанян[арм.] (2010 — 21 марта 2013)[23]
- Генерал-майор Тигран Парванян[арм.] (21 марта 2013 — 16 февраля 2018)[24][25]
- Арарат Мелкумян[арм.] (16 февраля — 18 июня 2018)[26]
- Генерал-майор Жирайр Погосян[арм.] (18 июня 2018[26][27] — 18 августа 2021)[10]